# جوزيف لانيير وليامز
جوزيف لانيير وليامز (بالإنجليزية: Joseph Lanier Williams)‏ هو محامي وقاضي وسياسي أمريكي، ولد في 23 أكتوبر 1810 في نوكسفيل في الولايات المتحدة، وتوفي بنفس المكان في 14 ديسمبر 1865. حزبياً، نشط في حزب اليمين. وقد انتخب عضو مجلس النواب الأمريكي.